# Bilisiri, Sagar
Bilisiri là một làng thuộc tehsil Sagar, huyện Shimoga, bang Karnataka, Ấn Độ.